# Catedral de Santa Genoveva y San Mauricio (Nanterre)

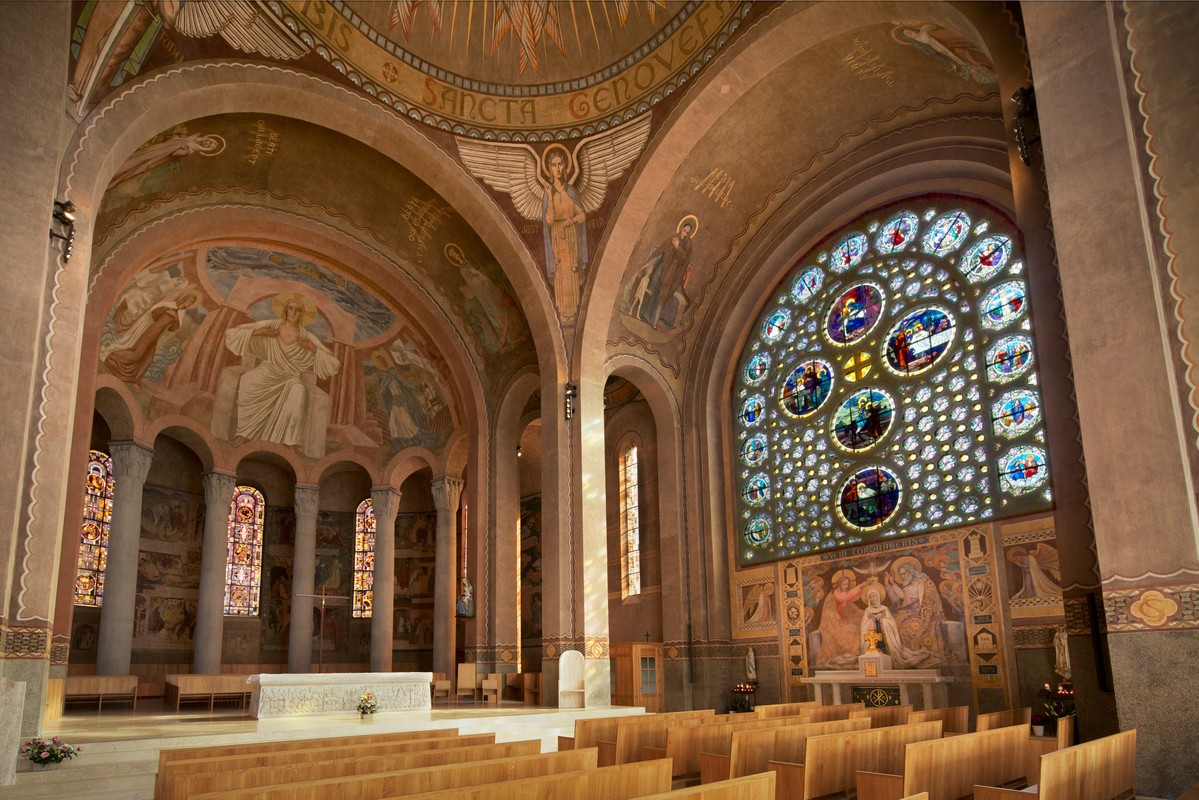
Vista interna

La catedral [de] Santa Genoveva y San Mauricio de Nanterre (en francés: Cathédrale Sainte-Geneviève et Saint-Maurice de Nanterre) o simplemente catedral de Nanterre, es una iglesia católica de la ciudad de Nanterre (actual departamento de Hauts-de-Seine) en Francia erigida en catedral después de la creación de la diócesis de Nanterre 9 de octubre de 1966
La iglesia fue completamente reconstruida en el período de entreguerras por iniciativa del canónigo Jules Froidevaux que quería equipar el lugar de nacimiento de santa Genoveva con una basílica de peregrinación digna de un santo. Un ambicioso programa iconográfico se creó y condujo a la creación de un único conjunto de frescos de la década de 1930.
Hoy monumento histórico, el campanario del siglo XIV, el único elemento restante de la primera iglesia, está protegido desde el 5 de mayo de 1975 y el edificio se ha registrado en su totalidad desde septiembre de 2010.